# Monday (The X-Files)
«Monday» es el decimocuarto episodio de la sexta temporada de la serie de televisión de ciencia ficción The X-Files. Se estrenó en la cadena Fox el 28 de febrero de 1999. Fue escrito por Vince Gilligan y John Shiban, dirigido por Kim Manners, y contó con apariciones especiales de Carrie Hamilton y Darren E. Burrows. El episodio es una historia del «monstruo de la semana», desconectada de la amplia mitología de la serie. «Monday» obtuvo una calificación doméstica Nielsen de 10,2 y fue visto por 16,7 millones de personas en su emisión inicial. El episodio recibió críticas positivas de los críticos de televisión.
El programa se centra en los agentes especiales del FBI Fox Mulder (David Duchovny) y Dana Scully (Gillian Anderson) que trabajan en casos vinculados a lo paranormal, llamados expedientes X. Mulder cree en lo paranormal, mientras que a la escéptica Scully se le ha asignado la tarea de desacreditar su trabajo. En este episodio, el mundo está atrapado en un bucle temporal y sólo una mujer, llamada Pam (Carrie Hamilton), parece saberlo. Cada día los acontecimientos que suceden difieren ligeramente. Un atraco a un banco se comete una y otra vez hasta que finalmente se evita el eventual bombardeo del edificio. De alguna manera, Mulder y Scully quedan atrapados en medio de todo esto.
«Monday» se inspiró en un episodio de The Twilight Zone titulado «Shadow Play» (1961). Dado que el elenco y el equipo tuvieron que filmar la misma escena varias veces, el director Kim Manners intentó hacer que cada ángulo de la cámara fuera interesante. La actriz Carrie Hamilton fue elegida para interpretar a Pam, y Darren E. Burrows, un ex del elenco regular de Northern Exposure, fue elegido para interpretar a su novio Bernard.

## Argumento
El episodio comienza in medias res con el agente especial del FBI Fox Mulder (David Duchovny) sangrando por una herida de bala mientras Scully lo atiende. Se revela que son rehenes en un atraco a un banco, y Scully intenta razonar con su captor (Darren E. Burrows), solo para que él le revele una bomba atada a su pecho. La policía comienza a asaltar el edificio, lo que provocó que el pistolero detonara la bomba, matándolos a todos.
Luego, Mulder se despierta ileso y descubre que su cama de agua tiene una fuga, su despertador está roto y necesita pagarle al propietario por los daños causados por el agua. Para ello, se ve obligado a ir al banco, en lugar de acudir a la reunión con su compañera Dana Scully (Gillian Anderson), Walter Skinner (Mitch Pileggi) y varios otros funcionarios del FBI. Cuando llega, el mismo pistolero, llamado Bernard, llega e intenta nerviosamente robar el banco, disparando a Mulder en el proceso. El cajero activa la alarma silenciosa del banco y los coches de policía llegan corriendo al lugar. Scully llega y una vez más intenta ayudar a su compañero mientras él agoniza, pero los acontecimientos siguen el mismo camino: la policía irrumpe en el edificio, Bernard detona la bomba y todos mueren.
Luego, Mulder se despierta y descubre que su cama de agua tiene una fuga, su despertador está roto y necesita pagarle al propietario por los daños causados por el agua. Todos son ajenos a la repetición de los acontecimientos excepto la novia de Bernard, Pam (Carrie Hamilton). A lo largo de múltiples iteraciones de los eventos, Pam prueba varios métodos para salvar a los agentes, incluido intentar evitar que entren al banco, informarles sobre el bucle temporal y rogarle a Skinner que no permita que la policía entre al edificio. Su diálogo sugiere que ha vivido estos acontecimientos más de cincuenta veces. Hay cambios sutiles en los eventos, y la conversación de Mulder y Scully se redacta de manera diferente cada vez, pero los resultados son siempre los mismos: Bernard detona la bomba, generalmente después de dispararle a Mulder, y todos en el banco mueren.
A medida que continúa el ciclo temporal, Mulder se acerca a poder recordar a Pam. Ella finalmente puede convencerlo de que los eventos se están repitiendo, y antes de que la explosión lo mate, Mulder comienza a repetirse «Tiene una bomba» para sí mismo, en un intento de recordarlo la próxima vez. En la siguiente iteración del día, Mulder se encuentra repitiendo la frase en el banco y, siguiendo su corazonada, llama a Scully y luego confronta a Bernard antes de que comience el atraco, cambiando los acontecimientos a un nivel fundamental. Scully, siguiendo la llamada telefónica de Mulder, lleva a Pam al banco. Mulder y Pam convencen a Bernard de que se rinda y se vaya con Pam. Las sirenas de la respuesta de la policía que se acerca se vuelven audibles y Bernard se agita e intenta dispararle a Mulder, pero Pam se arroja frente a Mulder mientras él dispara. Mientras agoniza, le dice a Mulder: «Esto nunca había sucedido antes». Bernard cae de rodillas, horrorizado por lo que ha hecho, y es arrestado pacíficamente. Se evita la explosión de la bomba, el bucle temporal finalmente se rompe y Mulder se despierta a la mañana siguiente e informa a Scully que su corazonada sobre Pam era «sólo un sentimiento».

## Producción

### Escritura, reparto y rodaje

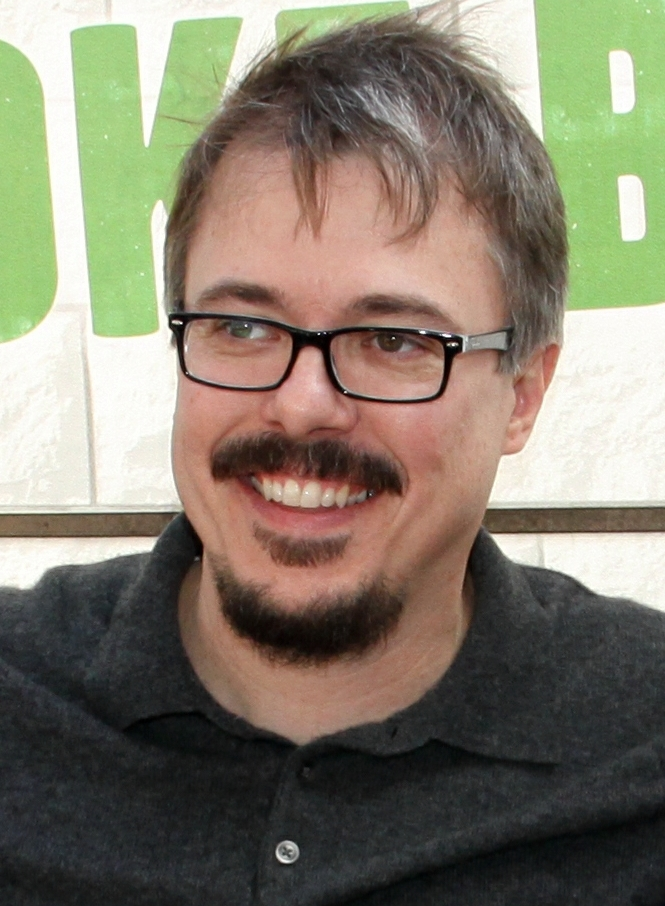
El coguionista del episodio, Vince Gilligan, se inspiró en un episodio de The Twilight Zone llamado «Shadow Play» (1961).

Este episodio, que fue escrito bajo «extrema presión» durante la breve pausa navideña del programa, ha sido comparado estilísticamente con la película de comedia Groundhog Day (1993). Vince Gilligan y John Shiban, los escritores del episodio, sin embargo, dan crédito a un episodio de The Twilight Zone titulado «Shadow Play» (1961). Gilligan señaló más tarde: «Lo curioso de “Monday” es que a la gente parecía gustarle mucho, pero la gente siempre sonreía y decía que estás copiando Groundhog Day ¿no? [...] Y yo diría que no estamos copiando Groundhog Day, estamos copiando The Twilight Zone».
Al director de casting Rick Millikan se le encomendó la tarea de encontrar una actriz para interpretar a Pam, la novia del aspirante a ladrón de bancos. Millikan expresó la dificultad para elegir el papel: «Había que sentir pena por la terrible e increíble situación de esta mujer (básicamente está atrapada en un infierno en vida) sin pensar en ningún momento que está loca». El papel finalmente fue para la actriz Carrie Hamilton. Este fue uno de los últimos papeles televisivos de Hamilton, ya que murió de cáncer tres años después, a la edad de 38 años. Para el papel de Bernard, Millikan eligió a Darren Burrows, un ex actor de la serie de comedia de CBS Northern Exposure.
El director Kim Manners, al darse cuenta de la monotonía de algunas de las escenas, como Mulder despertando después de cada explosión sucesiva, intentó hacer que cada toma fuera interesante incorporando un nuevo ángulo de cámara para que el episodio final fuera visualmente atractivo y mantuviera la atención de los espectadores. El primer asistente de dirección, Bruce Carter, examinó el guion y creó una línea de tiempo compleja para facilitar el rodaje. Este proceso por sí solo tomó dos semanas, pero Carter lo consideró un éxito: «Fue una de las cosas de las que me sentí más orgulloso durante todo el año».

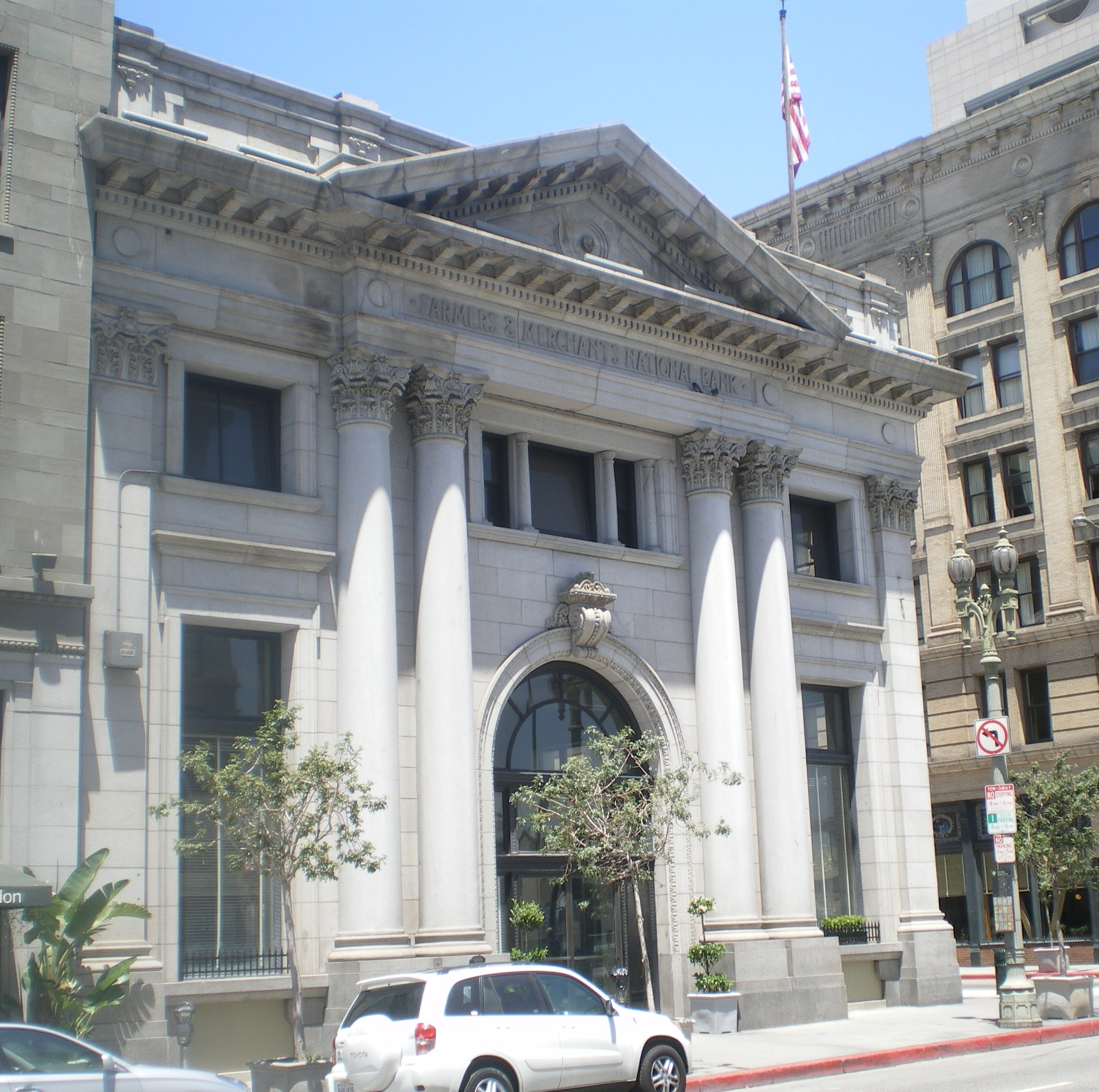
Farmers and Merchants Bank, banco usado en el rodaje.

Las escenas del banco se filmaron en el (34°02′53.3″N 118°14′51.1″O / 34.048139, -118.247528) 401 South Main Street en la esquina de Fourth Street en el centro de Los Ángeles, que anteriormente había sido una sucursal del Farmers and Merchants Bank de Los Ángeles. El edificio fue completamente renovado y todos los elementos que aparecieron en el episodio fueron comprados en un catálogo de suministros bancarios por el decorador Tim Stepeck. Durante las escenas de atraco que tuvieron lugar fuera del banco, la policía bloqueó un área de cuatro cuadras para permitir que los equipos de filmación tuvieran suficiente espacio para trabajar. Manners utilizó once cámaras durante esta parte de la filmación, y algunas aparecieron accidentalmente en la película; Estos fueron posteriormente borrados durante la postproducción. Durante el rodaje, los autos policiales estacionados delante del banco estaban apagados, ya que el ruido combinado de los autos ahogaba el diálogo. Para asegurarse de que las luces siguieran parpadeando, el coordinador de automóviles, Danny Briggs, instaló cargadores de baterías portátiles en cada automóvil.

### Utilería y maquillaje
Este episodio hizo uso de una serie de accesorios, y la cama de agua (que fue comprada por Morris Fletcher anteriormente en el episodio «Dreamland» de la sexta temporada mientras estaba en el cuerpo de Mulder) resultó ser el accesorio más difícil de localizar. Stepeck tuvo que encargar la cama en una tienda de muebles especializada en San Francisco. El cheque y el sobre de Mulder se crearon después de varias llamadas al edificio J. Edgar Hoover en Washington D. C. Los cheques se hicieron para que fueran lo más realistas posible sin parecer demasiado convincentes. Cuando llegó el momento de aplicar el maquillaje de Hamilton, la diseñadora principal de maquillaje Cheri Montesanto-Mecalf aplicó rímel debajo de los ojos de la actriz y luego lo difuminó para darle una apariencia «embrujada». El «peinado fibroso [y] multicolor» de Pam fue creación de Hamilton. A Dena Green, jefa del departamento de peluquería, se le encomendó la tarea de crear una réplica exacta de la peluca para que la usara el doble de Hamilton.

## Recepción

### Audiencia
«Monday» se emitió por primera vez en los Estados Unidos el 28 de febrero de 1999. Este episodio obtuvo una calificación Nielsen de 10,2, lo que significa que aproximadamente el 10,2 por ciento de todos los hogares equipados con televisión sintonizaron el episodio. Fue visto por 16,7 millones de espectadores. Fox promovió el episodio con el lema «¿Cómo se puede evitar que suceda lo imparable? Esta noche, Mulder puede morir en el intento».

### Reseñas
El episodio recibió críticas consistentemente positivas. Tom Kessenich, en su libro Examinations: An Unauthorized Look at Seasons 6–9 of the X-Files le dio al episodio una crítica positiva y escribió: «Uno de los puntos fuertes de “Monday” es mostrarnos la evolución de Scully y cómo sus experiencias con Mulder la llevaron a abrazar, aunque sea de mala gana, ideas que no están basadas en la ciencia». La escritora de Den of Geek, Juliette Harrisson, nombró el episodio como el «mejor episodio independiente» de la sexta temporada y escribió: «Los bucles de tiempo, si se prolongan demasiado, pueden volverse tediosos, pero en pequeñas dosis pueden ser hilarantes, divertidos o dolorosamente conmovedores. Este episodio es definitivamente lo último, ya que la oprimida novia de un ladrón de bancos se ve obligada a presenciar la muerte de su novio, Mulder, Scully y un gran grupo de personas inocentes mueren una y otra vez hasta que finalmente ella rompe el bucle muriendo ella misma [...] La responsabilidad de salvar a todos recayendo en gran medida sobre los hombros de una mujer desconocida efectivamente trae un cambio de ritmo y un bienvenido soplo de aire fresco». Earl Cressey de DVD Talk llamó a «Monday» uno de los «puntos destacados de la sexta temporada». Zack Handlen de The A.V. Club otorgó al episodio una «A» y lo llamó «un guion que equilibra el humor, la brillantez estructural y la compasión en igual medida». Handlen comparó y contrastó el episodio con Groundhog Day, señalando que, si bien ambos presentan un personaje que puede reiniciar un día, en «Monday», los personajes tienen el beneficio del libre albedrío y pueden cambiar factores: «Cada lunes para ella tiene ciertos requisitos básicos: novio con bomba, atraco a un banco, los agentes del FBI [...] y el trascendental Kaboom. Aparte de eso, nada es seguro». Handlen concluyó que el episodio logró ser «una hora muy divertida» y también poseer una «tristeza» seria.
Jordan Farley de la revista SFX nombró al episodio como el octavo de los mejores episodios «Groundhog Day». Farley aplaudió el descaro del programa de aparentemente matar a uno de los protagonistas en el avance y apreció la mezcla de humor de la entrada, durante las escenas con Mulder y su cama de agua, y sus escenarios alternativos en el banco. Natalie Prado de Just Press Play le dio al episodio una A− y escribió: «El episodio está bien escrito y es tenso. Como audiencia, nos sentimos cada vez más frustrados porque las dos personas que sabemos que pueden resolver el problema no son conscientes de que existe, lo que hace que la recompensa cuando finalmente encuentran una salida sea mucho más satisfactoria. Hay algunos saltos en la lógica, especialmente hacia el final, pero en general es sólido y divertido». Jamie Jeffords, escribiendo para el Dallas Morning News, otorgó al episodio cuatro de cinco estrellas y elogió la actuación de Hamilton, diciendo: «Lo que hace a “Monday” es la actuación de Hamilton [...] Cuando ella muere en el final, casi posee una alegría silenciosa cuando se da cuenta de que su muerte nunca había ocurrido antes, así que tal vez ya terminó. Su actuación es inquietante. Muy poderosa». La escritora del Michigan Daily, Melissa Runstrom, en una reseña de la sexta temporada, dijo que «Monday» estuvo «bien hecho y entretenido». Paula Vitaris de Cinefantastique le dio al episodio una crítica muy positiva y le otorgó tres estrellas y media de cuatro. Vitaris calificó el episodio de «ingenioso y desgarrador» y señaló que la actuación de David Duchovny y Gillian Anderson fue la mejor de la temporada. Además, elogió el estilo de dirección de Kim Manners, calificando las mismas escenas filmadas de diferentes maneras como «nuevas». UGO Networks enumeró el episodio como el número 95 en una cuenta regresiva de los «100 mejores momentos en viajes en el tiempo».